# Soul of Mann
Soul of Mann är ett instrumentalt samlingsalbum av Manfred Mann, utgivet 1967 på His Master's Voice. 

## Låtlista
Sida 1
1. The Abominable Snowmann (Vickers)
2. I Got You Babe (Bono)
3. Bare Hugg (Hugg)
4. Spirit Feel (Jackson)
5. Why Should We Not (Mann)
6. L.S.D. (McGuiness)
7. (I Can't Get No) Satisfaction (Jagger - Richard)

Sida 2
1. God Rest Ye Merry Gentlemenn (Trad. arr. Mann - Vickers - Hugg)
2. My Generation (Townsend)
3. Mr. Anello (Hugg - Jones - Mann - McGuiness - Vickers)
4. Still I'm Sad (Samwell - Smith - McCarty)
5. Tengo, Tango (Adderly)
6. Brother Jack (arr. Mann)
7. Sack O' Woe (Adderly)

## Medverkande
- Mike Hugg - trummor
- Paul Jones - sång, munspel
- Manfred Mann - orgel, piano
- Tom McGuinness - bas
- Mike Vickers - gitarr, altsax, flöjt